# Parafia Wniebowzięcia Najświętszej Maryi Panny w Racławicach Śląskich
Parafia Wniebowzięcia Najświętszej Maryi Panny w Racławicach Śląskich – parafia rzymskokatolicka, znajdująca się w diecezji opolskiej, w dekanacie Głogówek.
24 sierpnia 2023 proboszczem parafii ex currendo został mianowany ks. Krzysztof Cieślak.